# ضفيرة أمام الفقار
الضفيرة أمام الفقار (بالإنجليزية: Prevertebral plexus)‏ هي الضفيرة العصبية (Nerve plexus) التي تتفرع في العقد أمام الفقرة (Prevertebral ganglia) وتتموضع أمام جسم الفقرات، أو العمود الفقري.

## وصلات إضافية
- http://www.dartmouth.edu/~humananatomy/part_5/chapter_30.html